# Aggius
Aggius (sardisk: Àggju) er en by og en kommune (comune) i provinsen Sassari i regionen Sardinien i Italien. Byen ligger i 514 meters højde og har 1.504 indbyggere (2016). Kommunen har et areal på 86,31 km² og grænser til kommunerne Aglientu, Bortigiadas, Tempio Pausania, Trinità d'Agultu e Vignola og Viddalba.